# Siraken

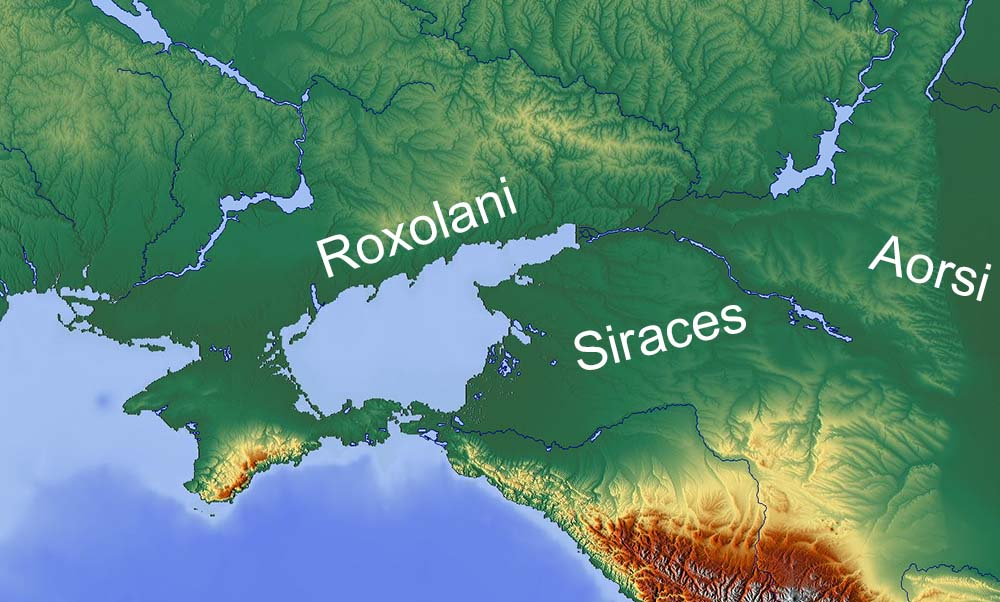
Siedlungsgebiet der Siraken im Hinterland der Ostküste des Asowschen Meeres neben den weiteren Sarmatenstämmen der Roxolanen und Aorsen im 4. Jahrhundert v. Chr. (Direkt im Küstengebiet lebten dagegen die nicht eingezeichneten Stämme der Maioten).

Die Siraken (griech. Sirakoi, lat. Siraces, Siraci) waren ein sarmatischer Teilstamm, der ursprünglich in Kasachstan ansässig war. Im späten 5. Jahrhundert v. Chr. wanderten die Siraken in die Gebiete nördlich des Schwarzen Meeres ein, und im späten 4. Jahrhundert v. Chr. siedelten sie sich zwischen Don und dem Kaukasus an. Dort erlangten sie schließlich die Herrschaft über das Kuban-Gebiet. Bis zum Ende des 2. Jahrhunderts n. Chr. werden sie in antiken Quellen mehrfach erwähnt und beschrieben.
Die Siraken waren das erste sarmatische Volk, mit dem die griechischen Siedler an der Schwarzmeerküste in Kontakt kamen. Nach ihrem Auftauchen griffen sie unter ihrem Stammeskönig Aripharnes 310/09 v. Chr. das griechisch dominierte Bosporanische Reich an, wurden aber abgewehrt. In der Folgezeit entwickelten sich enge Beziehungen zwischen den Siraken und dem Bosporanischen Reich. Mit dem bosporanischen und pontischen König Mithridates, der sich im 1. Jahrhundert v. Chr. der römischen Expansion entgegenstellte, und seinem Sohn Pharnakes II. waren sie verbündet. Viele Siraken gaben ihren halbnomadischen Lebensstil auf und wurden sesshaft, übernahmen griechische Kultur und lernten die griechische Sprache.
Die Siraken gelten als die am stärksten gräkisierten der Sarmaten im Schwarzmeerraum. Die Siraken waren zahlenmäßig einer der kleineren sarmatischen Stämme. Laut dem griechischen Historiker Strabon waren sie in der Lage, während der Regierungszeit des bosporanischen Herrschers Pharnakes II. (63–47 v. Chr.) eine Armee von 20.000 Reitern aufzustellen (zum Vergleich: die Aorsen konnten 200.000 Reiter ausheben).
Als im Laufe des 1. Jahrhunderts n. Chr. ein anderer sarmatischer Stamm, die Alanen, aus dem Gebiet zwischen Aralsee und Kaspischem Meer nach Westen in das nördliche Vorland des Kaukasus vorstieß, wurden die Siraken stärker in Richtung Kuban, Westkaukasus und in die Küstennähe des Asowschen Meeres abgedrängt, wo ihre Sesshaftwerdung fortschritt und dabei ihrerseits die Stämme der Maioten näher an die Küste bzw. ins Gebirge gedrängt wurden. Auch die Aorsen, vorher der mächtigste und zahlreichste Sarmatenstamm, schlossen sich entweder der Alanenföderation an oder wichen nach Nordwesten zum Don hin aus, wobei sie die vorherigen Sarmatenstämme der Region, die Roxolanen und Jazygen nach Westen abdrängten.
Letztmals werden die Siraken Ende des 2. Jahrhunderts n. Chr. in Quellen erwähnt. Offenbar gingen sie (deren überlieferte Namen, wie bei allen Sarmatenstämmen, eher auf altiranische Sprachen hinweisen) allmählich in die alteingesessene nordwestkaukasischsprachige Bevölkerung der Region, besonders die Maioten (ethnische Zuordnung umstritten) und in die in der Folgezeit expandierenden kaukasischen Stammesverbände der Kerketen und Zichi auf. Viele regionale Forscher meinen, dass ein Teil der archäologisch ermittelten Alltagskultur der Region und der Grundelemente des Narten-Epos (in beiden Gebieten aber bei weitem nicht alles) auf sirakische und alanische Einflüsse zurückgehen könnte.